# NGC 710
NGC 710 is een spiraalvormig sterrenstelsel in het sterrenbeeld Andromeda. Het hemelobject werd op 12 augustus 1863 ontdekt door de Duits-Deense astronoom Heinrich Louis d'Arrest.

## Synoniemen
- PGC 6972
- UGC 1349
- MCG 6-5-33
- ZWG 522.41
- KUG 0149+358B
- IRAS01499+3548